# Danny Green (Schauspieler)
Danny Green (* 26. Mai 1903 in London; † 1973) war ein britischer Schauspieler.

## Leben und Karriere
Sein Filmdebüt machte Green im Jahr 1929 in dem frühen Tonfilm The Crooked Billet an der Seite von Madeleine Carroll. Greens Karriere im britischen Filmgeschäft erstreckte sich auf rund 80 Film- und Fernsehrollen in den folgenden 40 Jahren. Seine heute mit Abstand bekannteste Rolle spielte er in Alexander Mackendricks Schwarzer Komödie Ladykillers (1955), in der er an der Seite von Alec Guinness den einfältigen Gangster und Ex-Boxer „Pfannkuchen“ (im Original „One-Round“) darstellte. Auch sonst war Green mit seiner bulligen, hochgewachsenen Statur häufig auf tumbe und etwas zwielichtige Charaktere festgelegt. So spielte er als Theaterschauspieler in den Londoner Aufführungen von Guys and Dolls und Do Re Mi jeweils komisch wirkende Gangster. Zuletzt stand er 1969 in einer Gastrolle als Lord für die Serie Randall & Hopkirk – Detektei mit Geist vor der Kamera, vier Jahre später starb er mit rund 70 Jahren.

## Filmografie (Auswahl)
- 1929: The Crooked Billet
- 1929: Atlantic
- 1934: The Fire Raisers
- 1937: Non-Stop New York
- 1937: Silver Blaze
- 1940: Sailors Three
- 1944: Welcome, Mr. Washington
- 1944: Madonna der sieben Monde (Madonna of the Seven Moons)
- 1947: Piratenliebe (The Man within)
- 1948: Tanz in den Abgrund (Good-Time-Girl)
- 1950: Her Favourite Husband
- 1951: Fünf Mädchen und ein Mann (A Tale of Five Cities)
- 1953: Anna von Singapur (Laughing Anne)
- 1955: Voller Wunder ist das Leben (A Kid for Two Farthings)
- 1955: Ladykillers (The Ladykillers)
- 1957: Die Angst hat tausend Namen (Seven Waves Away)
- 1958: Sindbads siebente Reise (The 7th Voyage of Sinbad)
- 1958: A Tale of Two Cities
- 1959: Jenseits des Rechts (Beyond This Place)
- 1960: Ein Geschenk für den Boß (Surprise Package)
- 1963: Das alte finstere Haus (The Old Dark House)
- 1963: Bettgelächter (A Stitch in Time)
- 1967: Smashing Time
- 1968: Ein Mann wie Hiob (The Fixer)
- 1969: Randall & Hopkirk – Detektei mit Geist (Randall & Hopkirk (Deceased); Fernsehserie, Folge Just for the Record)